# Highland Park (Michigan)
Highland Park est une ville située dans l’État américain du Michigan, dans le comté de Wayne. Elle est enclavée dans la ville de Détroit, partageant ses frontières avec celle-ci et la ville de Hamtramck. Selon le recensement décennale de 2020, la population est de 8 977 habitants.
La ville a été pendant des années un des fleurons de l'industrie automobile américaine. La Ford T, la babette en tôle ou Tin lizzie, a été produite dans cette ville à partir de 1908. Au plus fort de sa production, l'usine Plant Highland Park Ford produisait 1000 Ford T par jour. L'usine est aujourd'hui abandonnée après avoir construit des tracteurs jusqu'en 1970.

## Culture

### Cinéma
La ville sert de cadre à plusieurs films:
- 8 Mile (2002), de Curtis Hanson[1];
- Quatre Frères (2005), de John Singleton;
- Gran Torino (2008), de  Clint Eastwood[2];
- Real Steel (2011), de Shawn Levy[3].

### Jeux vidéo
La ville est présente dans le jeu vidéo Deus Ex: Human Revolution (2011). Elle sert de façade à un camp d'internement de la FEMA et de base d'opérations temporaire pour les mercenaires de Belltower et à des combattants augmentés.

## Personnalité
Rex Cawley, champion olympique du 400 m haies à Tokyo en 1964, est né à Highland Park en 1940.